# Uros

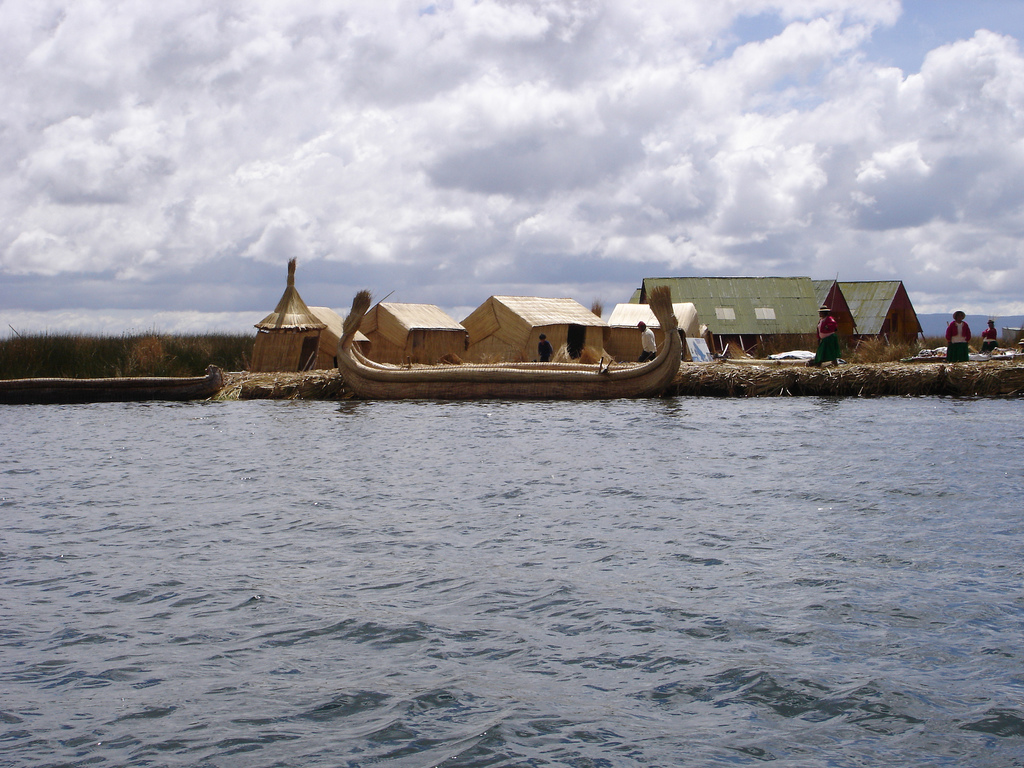
Illes flotants Uros

Els uros o urus (en uru, Qhas Qut suñi) són un poble indígena del Perú que poblava antigament les illes flotants del mateix nom, del llac Titicaca.
Hi ha corrents d'opinió que suggereixen que en perdre la seva llengua i incorporar activitats econòmiques no tradicionals, els uros han esdevingut una part dels aimares. No obstant, per part dels pobladors de les illes han posat èmfasi en posar en valor la cultura i la seva llengua original.

## Història
Van ser un dels primers grups culturals de l'altiplà andí, el seu origen es remunta a l'època d'abans dels inques. Segons algunes teories procedien de la zona de Bolívia i es van instal·lar a zones més costaneres a causa de les sequeres que hi va haver entre l'any 900 i 1200.
Habitaven originalment a terra ferma, però per evitar ser conquerits van decidir construir illes flotants, esdevenint la caça i la pesca els seus mitjans de supervivència.

## Llengua
Des de començaments de segle xx, els uros no parlen la seva llengua originària, anomenat uru, també conegut com pukina, pertanyent a la família lingüística uru-chipaya o uruquilla, de les quals només en perviu el chipaya. Actualment té com a llengua predominant l'aimara i, després, el quítxua, a més del castellà, que tant pot ser com a primera o segona llengua.

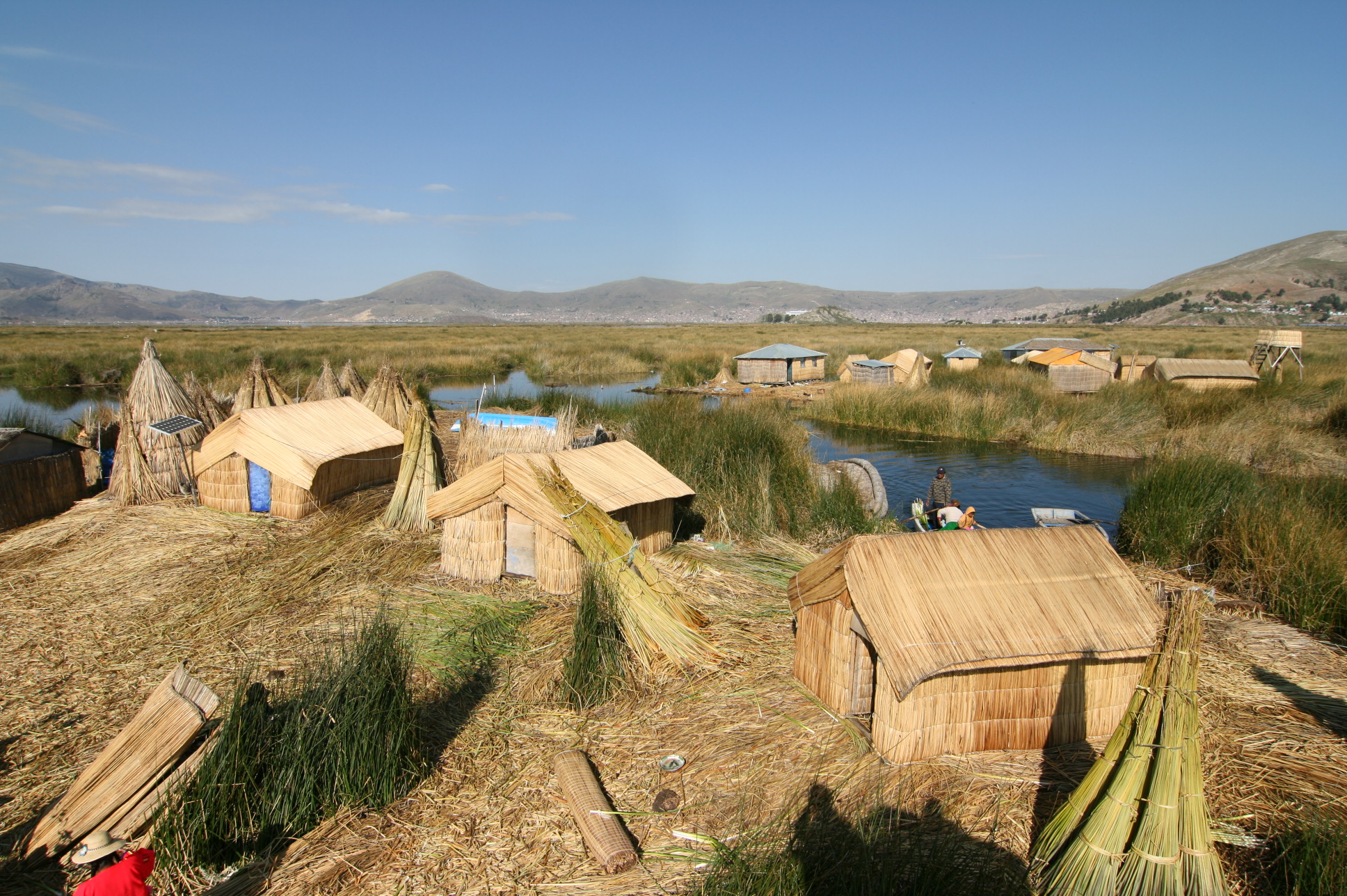
Vista d'una illa dels Uros

Existeix un moviment de recuperació de la llengua uro, amb el suport del Ministeri de Cultura del Perú.

## Mode de vida

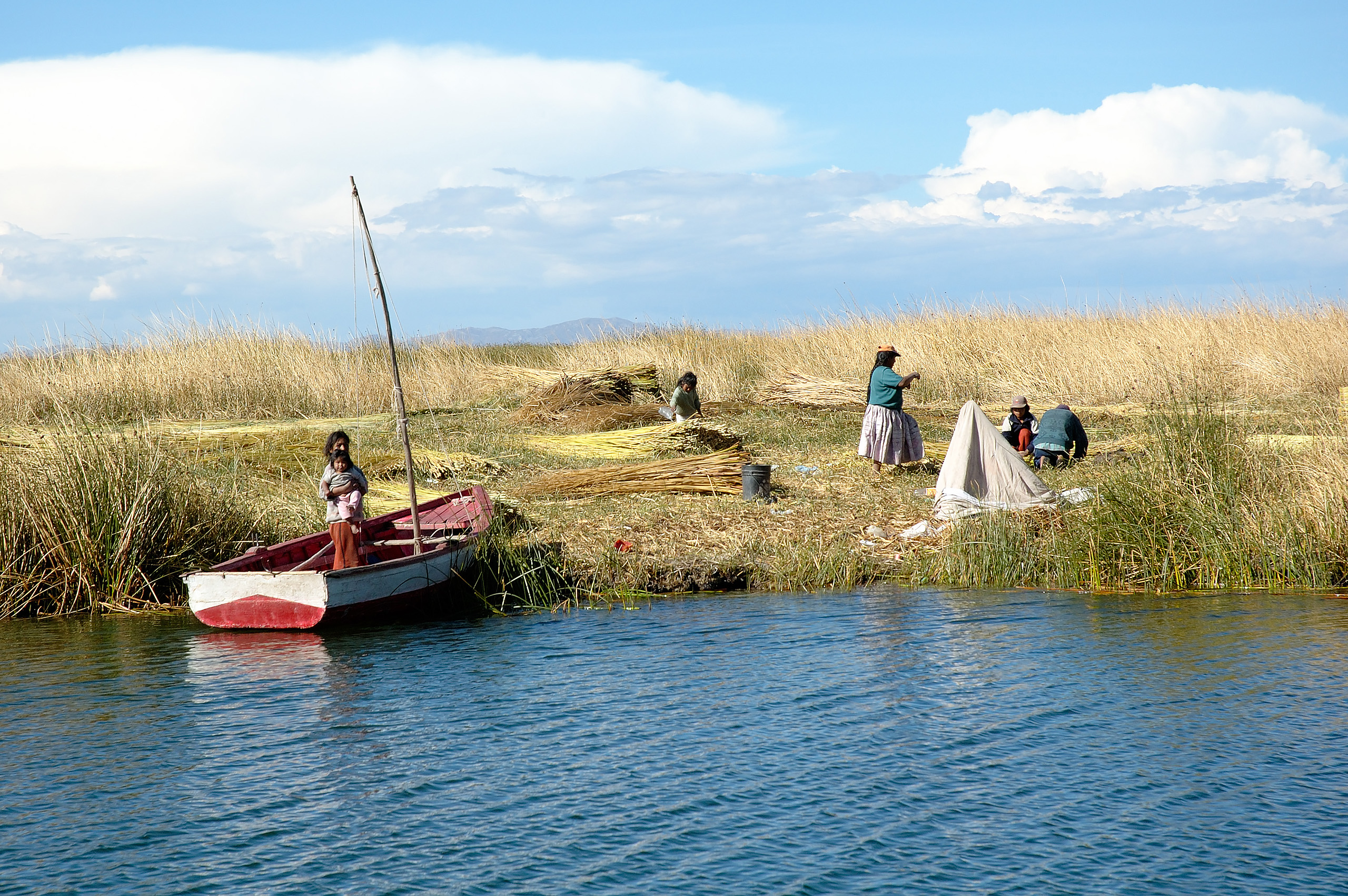
Indis Uros

Instal·lats a sis quilòmetres de la ciutat de Puno, viuen sobre un arxipèlag de 40 illes flotants fetes d'una peça i a base de totora (Scirpus californicus), una mena de canya. Igualment, tots els habitatges i mobles són fabricats a partir d'aquesta canya.
La majoria dels uros actualment volen orientar les seves activitats cap al turisme, i en els darrers anys s'han obert hotels i restaurants, aprofitant la seva singularitat i localització, atès que el llac Titicaca és una de les principals atraccions turístiques peruanes, juntament amb el Machu Picchu. En els darrers anys, s'ha criticat fortament l'orientació turística d'aquest poble, especialment pel cobrament per anar fins a les illes dels uros des del port de Puno, però també han aparegut problemàtiques com la competència entre les diferents illes o els imitadors.